# Rada regionalna Reunionu
| Osoba | Osoba   | Osoba                        | Kadencja        | Kadencja        | Partia polityczna |
| #     | Portret | Imię i nazwisko              | Od              | Do              | Partia polityczna |
| ----- | ------- | ---------------------------- | --------------- | --------------- | ----------------- |
| 1     |         | Marcel Cerneau (1905–1990)   | 15 grudnia 1973 | 3 stycznia 1978 | UNR/RPR           |
| 2     |         | Yves Barau (1910–1994)       | 3 stycznia 1978 | 28 lutego 1983  | RPR               |
| 3     |         | Mario Hoarau (1914–1993)     | 28 lutego 1983  | marzec 1986     | PCR               |
| 4     |         | Pierre Lagourgue (1921–1998) | marzec 1986     | 27 marca 1992   | FRA               |
| 5     |         | Camille Sudre (1948–)        | 27 marca 1992   | 25 czerwca 1993 | FD                |
| 6     |         | Margie Sudre (1943–)         | 25 czerwca 1993 | 23 marca 1998   | FD                |
| 7     |         | Paul Vergès (1925–)          | 23 marca 1998   | 26 marca 2010   | PCR               |
| 8     |         | Didier Robert (1964–)        | 26 marca 2010   | nadal           | UMP/LR            |